# Maria Angélica Santana
Professora Angélica, oficialmente Maria Angélica Matos Santana Carvalho (Campo Formoso, 11 de outubro de 1944), é proprietária e diretora do Centro Educacional Sagrado Coração (Casinha Feliz), instituição que abriga em suas dependências o cine-teatro Reginaldo Carvalho e o memorial Senhor do Bonfim, que reúne os principais documentos históricos do município. Atuou como diretora de cultura no governo de José Leite, quando foi inaugurado o Centro Cultural Ceciliano de Carvalho. E hoje em dia também atua como artista plástica. Um professora muito inteligente, ela ta de parabéns 

## Infância e Juventude
Nasceu na Cidade de Campo Formoso no dia 11 de outubro de 1944, recebendo o nome de Maria Angélica Matos Santana, filha de Getúlio Santana e Merita Matos Santana, e só teve uma única Irmã que se chamava Maria Eugênia Matos Santana.Desde pequena Angélica se interessou por arte, pois sua família tinha muita tendência por arte, suas tias bordavam e costuravam muito bem, sua mãe apesar de não ter muita instrução acadêmica, tendo só o curso primário, era uma artista muito conhecida pela cidade.Angélica ajudava sua mãe desde os 11 anos de idade, já bordava e trabalhava e com o dinheiro de seu trabalho ajudava sua mãe fazendo a feira. Ela é casada com Antônio Carvalho Filho, não tem filhos.

## Área de Educação
Se formou como professora de arte por causa de suas vivência prática, fundamentada pelas aulas de Educação artística.Foi no tempo em que começou a criar a escola apenas com 40 alunos e com isso começou a se envolver com a educação.Sua sócia foi a professora Zenaurea, mas em 2004 ela teve um AVC e faleceu.Mas com a ajuda de seu marido e da equipe, foi desenvolvendo mais a sua escola.A escola surgiu quando Angélica e sua amiga Aidê Passos davam banca na casa em que ela morava, essa casa se localizava na rua Salustiano Figueiredo nº 147, Aidê teve um câncer e faleceu quando conheceu a professora Zenaurea, foi logo quando Zenaurea e Angélica resolveram se juntar para formar uma sociedade, quando começaram a desenvolver a escola.
Hoje Angélica atua como diretora do colégio Centro Educacional Sagrado Coração.

## Sonho
Hoje o sonho de Angélica é ter uma faculdade, que nesse ano de 2015 com o apoio de seu marido Antônio seu sonho está se realidade.Angélica também pretende se dedicar mais a arte, mas não está nos seus planos abandonar a escola. Espera encontrar um parceiro que se dedique a sua responsabilidade na escola ai sim estaria mais disponível para as tintas,  pinceis, escultura: para arte.

## Arte
Na gestão de Antôninho Carvalho, o mesmo prefeito que fez o Centro Cultural, Angélica fez a decoração do São João da cidade de Senhor do Bonfim.
Ela foi procurada pelo prefeito e sua esposa para criar uma decoração diferente. Deu certo, As pessoas mais velhas ainda hoje lembram e comentam da decoração,Com o passar do tempo Angélica foi aperfeiçoado mais a decoração e continuou fazendo por 12 anos.Passando pelas gestões de Antôninho Carvalho, por dois anos; Cândido Augusto, por dois anos e depois Zé Leite, por um ano e meio, esse foi o período em que coordenei o São João  da cidade de Bonfim.
Fonte: entrevista com Angélica e site https://producaonosertao.wordpress.com/2013/07/27/entrevista-angelica-santana/